# Каталанотте, Сальваторе
Сальваторе «Сэм» Каталанотте (англ. Salvatore "Sam" Catalanotte, урождённый Сальваторе Каталанотто (англ. Salvatore Catalanotto; 15 февраля 1893, Алькамо, Трапани, Сицилия, Италия — 14 февраля 1930, Детройт, Мичиган, США) — италоамериканский гангстер, босс семьи Детройта. В дополнение к своим мафиозным делам Каталанотте также был владельцем нескольких итальянских пекарен в Детройте. Был известен как «Поющий Сэм» (Singing Sam) или «Сэм поющий в ночи» (Sam Sings in the Night). Прозвище «Поющий в ночи» появилось от перевода его фамилии с ошибкой в написании (от итальянского «caNta la notte»). Каталанотте умер зимой 1930 года от пневмонии и был похоронен в Детройте.

## Биография

### Ранние годы
Сальваторе Каталанотто родился в сицилийском городе Алькамо в 1893 году в семье Мариано и Анджелины Каталанотто. Будучи подростком, он застал тяжёлые времена для родного города. В самом начале XX века Алькамо и его окрестности поразило нашествие филлоксеры — вредителя, который уничтожает виноградники. Убытки виноградарей привели к банкротству двух городских банков, что ещё больше усугубило и без того сложное финансовое положение горожан. В период с 1901 и по 1911 год эмигрировало более 32 000 жителей Алькамо, что уменьшило население города на 37 %. Каталанотто тоже решил отправиться за океан в поисках лучшей жизни. Впервые он прибыл в Соединённые Штаты 4 июня 1912 года в возрасте 19 лет на корабле Ancona из Палермо. В течение года Сальваторе вернулся на Сицилию, а 13 апреля 1913 года во второй раз приехал в Америку, теперь уже навсегда. Он поселился в Детройте, где уже сложилась большая община сицилийских иммигрантов.
В своих иммиграционных записях Каталанотте указал, что у него чёрные волосы и голубые глаза, рост 5 футов 3 дюйма (1,60 м) и вес 142 фунта (64,4 кг). Когда он жил в Детройте, его резиденция находилась на Леланд-стрит, 2942, позже Сэм переехал на бульваре Ривард, 303, в парке Гросс-Пойнт. Согласно иммиграционным записям Сэм был пекарем.

### Криминальная карьера
Поселившись в Детройте, Каталанотте уже вскоре примкнул к братьям Джанола, которые как раз в это время победили братьев Адамо и стали доминирующей группой в итальянском преступном мире Детройта, взяв под контроль самые прибыльные виды криминальной деятельности. Сэм был протеже Гаэтано Джанолы, советника главы банды, Тони Джанола, и уже к 20 годам стал лейтенантом. Позднее он стал президентом детройтского отделения Сицилийского союза, влиятельной организации американцев сицилийского происхождения.
В 1918—1919 годах в мафии Детройта произошёл раскол, братья Витале отделились от Джанола и стали работать самостоятельно. Обе банды занимались вымогательством и незаконным бизнесом по продаже спиртных напитков. Конфликт между ними, известный как «Война Джанола-Витале», стал одним из самых кровавых эпизодов в истории детройтской мафии. После убийства старших братьев Джанола Каталанотте возглавил собственную группу, отколовшуюся от банды. Пережив войну, Сэм заключил прочный союз с пивным «бароном» из Уайандотта Джозефом Токко и лидером мафии Хамтрамка Честером Ламаре. Эта фракция стала известна как Уэстсайдская банда (Westside Mob), которую в Детройте иногда называли Бандой Каталанотте.
После гибели братьев Витале Каталанотте возглавил мафию Детройта и в целом считался лидером итало-американского сообщества города. Каталанотте при помощи Гаспара Милаццо, одного из первых лидеров бруклинского Кастелламмарского клана, включавшего выходцев из Кастелламмаре-дель-Гольфо, смог установить мир между различными бандами Детройта, который продлился на протяжении всего его правления в качестве босса мафии и закончился с его смертью. Вдвоём они объединили оставшиеся фракции мафии, создав синдикат получивший известность как «Объединение Паскуцци» (Pascuzzi Combine). Вошедшие в синдикат преступные группы и их лидеры получали свою собственную территорию для работы, одновременно работая вместе для общего расширения власти и влияния детройтской мафии. «Объединение Паскуцци» представляло из себя единую и сплочённую преступную организацию, которая контролировала контрабанду спиртных напитков, бутлегерство, азартные игры, проституцию, наркоторговлю и другие виды криминальной деятельности в городе и его окрестностях став предшественником Детройтского партнёрства в эру Дзерилли-Токко.
Каталанотте был осуждён за скрытое ношение оружия без разрешения, а когда он впоследствии подал заявку и получил разрешение, то не сообщил о приговоре, что привело к ещё одному осуждению.
Каталанотте также был владельцем нескольких итальянских пекарен в Детройте, откуда, по мнению общественности, пришла большая часть его богатства, а также членом организации Cuello D'Alamo.

### Смерть
Каталанотте умер в своём доме в Гросс-Пойнт за день до своего 36-летия, 14 февраля 1930 года, из-за осложнений, вызванных пневмонией. По оценкам, похороны стоили около 20 000 долларов. Его отпевание состоялось 17 февраля в храме Пресвятого Семейства. Тело Каталанотте было доставлено из его дома в церковь процессией длиной более полумили. После отпевания тело было доставлено на кладбище Маунт-Оливет в Детройте. Похоронная процессия состояла из более чем 200 автомобилей.
Смерть Каталанотте привела к борьбе за власть между главными мафиозными бандами Детройта, Истсайдской и Вестсайдской, положив конец миру, который «Поющий Сэм» поддерживал во время своего правления.

## Семья
4 апреля 1922 года Каталанотте женился на Фрэнсис (Франческе) Сабитина, ему было 26 лет, а ей 17. Согласно записям о натурализации в сентябре 1927 года у Сэма и Фрэнсис было двое детей, Марио и Анджела, которые оба родились в Детройте, Марио — 22 января 1923 года, а Анжела — 26 апреля 1925 года. Известно, что Анджела стала машинисткой и в 1949 году вышла замуж за Леонарда Новарка. О Марио информации сохранилось мало.
Согласно книге It Happened in Michigan, у Сэма Каталанотта был брат по имени Джузеппе (Джо) Каталанотте, которого прозвали «Косоглазый Джо», гангстер, осуждённый за убийство. После смерти Сэма Джо попытался перехватить бразды правления детройтской мафией, но безуспешно.